# Авагимян, Сергей Владимирович
Сергей Владимирович Авагимян (род. 5 июля 1989, Калуга) — российский и армянский футболист, защитник. Выступал за сборную Армении.

## Карьера
Начинал профессиональную карьеру в московском клубе «Ника». В дальнейшем несколько лет выступал за ряд клубов второго дивизиона. В 2015 году вместе с иркутским «Байкалом» вышел в ФНЛ. Провёл там полгода и из-за тяжёлой финансовой ситуации покинул «Байкал». В январе 2016 года подписал контракт с флагманом армянского футбола — «Араратом» Ереван. Вскоре он заявил, что мечтает о приглашении в сборную Армении. 1 июня 2016 года дебютировал за национальную команду в товарищеской встрече с Сальвадором (4:0). С 2022 года играет за любительские команды Московской области.

## Достижения
«Байкал»
- Победитель турнира второго дивизиона зоны «Восток»: 2014/15

«Арарат» (Москва)
- Победитель турнира второго дивизиона зоны «Центр»: 2017/18